# Buchenberg (Schönsee)
Buchenberg ist ein Ortsteil der Stadt Schönsee im Oberpfälzer Landkreis Schwandorf, Bayern.
Die Einöde Buchenberg liegt am Hang des 630 m hohen Buchberges 1,5 km westlich von Gaisthal nahe der Staatsstraße 2159.